# Duitse militaire begraafplaats Büren-Böddeken
De Duitse militaire begraafplaats Büren-Böddeken is een militaire begraafplaats in Noordrijn-Westfalen, Duitsland. Op de begraafplaats liggen omgekomen Duitse en Nederlandse militairen uit de Eerste en Tweede Wereldoorlog.

## Begraafplaats
De begraafplaats is gelegen in het dorp Böddeken. Op de begraafplaats rusten 469 Duitse slachtoffers uit de Eerste en Tweede Wereldoorlog. Daarnaast liggen er nog drie Nederlandse militairen begraven die zijn omgekomen tijdens de Tweede Wereldoorlog.